# Varese Ligure
Varese Ligure – miejscowość i gmina we Włoszech, w regionie Liguria, w prowincji La Spezia.
Według danych na rok 2004 gminę zamieszkiwało 2350 osób, 17,3 os./km².
Miasto Varese Ligure produkuje całość energii elektrycznej z wiatru, słońca i wody.